# Marja van Bijsterveldt
Janneke Marlene van Bijsterveldt, detta Marja van Bijsterveldt, nata Vliegenthart (Rotterdam, 27 giugno 1961), è una politica olandese, membro dell'Appello Cristiano Democratico.

## Biografia

### Formazione e carriera
Si è laureata nel 1981 e ha lavorato come infermiera per nove anni.

### Carriera politica
Nel 1994, è stata nominata sindaco di Schipluiden, diventando, all'età di 33 anni, la più giovane titolare di tale posizione nei Paesi Bassi. Eletta presidente dell'Appello Cristiano Democratico nel novembre 2002, ha rassegnato le dimissioni dal suo mandato locale il 31 dicembre 2002.

#### Attività ministeriale
È stata nominata segretario di Stato per l'istruzione secondaria e professionale del Ministero della pubblica istruzione il 22 febbraio 2007 nel governo di grande coalizione di Jan Peter Balkenende, che l'ha portata a rinunciare alla presidenza del partito. A partire dalle dimissioni del gabinetto, il 20 febbraio 2010, ha svolto le sue funzioni ad interim il 23 febbraio.
Alle elezioni legislative del 2010 è stata eletta alla Tweede Kamer. Il 14 ottobre è divenuta ministro dell'istruzione, della cultura e della scienza nel governo di minoranza liberale formato dal liberale Mark Rutte.
Il 5 novembre 2012, gli successe Jet Bussemaker.

### Sindaco di Delft
Il 2 settembre 2016 è nominata sindaco di Delft.

### Vita privata
È sposata, ha due figli e vive a Schipluiden.